# Sälgnästing
Sälgnästing (Diatrype bullata) är en svampart som först beskrevs av Franz Georg Hoffmann, och fick sitt nu gällande namn av Elias Fries 1849. Sälgnästing ingår i släktet Diatrype och familjen Diatrypaceae.  Arten är reproducerande i Sverige. Inga underarter finns listade i Catalogue of Life.